# Liederzyklus
Ein Liederzyklus oder Liederkreis ist ein vom Komponisten selbst zusammengestellter Zyklus von Liedern, aus dem einzelne Lieder nicht ohne Verlust herausgelöst werden können. Nicht selten stammen die Texte aus Gedichtzyklen.
Der inhaltliche innere Zusammenhang ist schon durch die Textvorlage angelegt und wird durch offene oder verdeckte musikalische Gestaltungsmittel vertieft. Ein Zusammenhang kann dabei durch melodisch-motivische Mittel hergestellt werden, dabei werden Motive aus anderen Teilen des Zyklus zitiert oder wieder aufgenommen. Auch auf harmonischer Ebene bestehen oft Zusammenhänge, etwa durch die Tonartenfolge der einzelnen Teile; die Geschlossenheit des Zyklus wird häufig durch eine Rückkehr zur Ausgangstonart am Ende des Werks angedeutet. Diese Merkmale sind nicht zwingend für einen Liederzyklus. Das Fehlen eines dieser Merkmale kann aber selbst bedeutungstragend sein. So kann man die Tatsache, dass Schuberts Schöne Müllerin und Winterreise weit entfernt von der jeweiligen Ausgangstonart enden, als Zeichen dafür deuten, dass für den Protagonisten kein Weg zurückführt.
Bekannte Beispiele für Liederzyklen sind:
- Ludwig van Beethoven
  - An die ferne Geliebte (Text: Aloys Isidor Jeitteles)
- Franz Schubert
  - Die schöne Müllerin (Wilhelm Müller)
  - Winterreise (Wilhelm Müller)
- Robert Schumann
  - Liederkreis op. 24 (Heinrich Heine)
  - Liederkreis op. 39 (Joseph von Eichendorff)
  - Dichterliebe (Heinrich Heine)
  - Frauenliebe und -leben (Adelbert von Chamisso)
- Johannes Brahms
  - Die schöne Magelone (Ludwig Tieck)
  - Vier ernste Gesänge (Altes Testament und Neues Testament)
- Hugo Wolf
  - Spanisches Liederbuch (Paul Heyse und Emanuel Geibel)
  - Italienisches Liederbuch (Paul Heyse)
- Modest Petrowitsch Mussorgski
  - Die Kinderstube (eigene Texte)
  - Ohne Sonne (Arseni Golenischtschew-Kutusow)
  - Lieder und Tänze des Todes (Arseni Golenischtschew-Kutusow)
- Claude Debussy
  - Ariettes oubliées (Paul Verlaine)
  - Fêtes galantes (Paul Verlaine)
  - Proses lyriques (eigene Texte)
- Gustav Mahler
  - Lieder eines fahrenden Gesellen (eigene Texte)
  - Kindertotenlieder (Friedrich Rückert)
  - Das Lied von der Erde (Hans Bethge nach altchinesischer Lyrik)
- Arnold Schönberg
  - Das Buch der hängenden Gärten (Stefan George)
- Alban Berg
  - Orchesterlieder nach Ansichtskarten von Peter Altenberg
- Anton Webern
  - Drei Lieder nach Gedichten von Hildegard Jone
- Othmar Schoeck
  - Elegie op. 36, für Bariton und Kammerorchester nach Gedichten von Nikolaus Lenau und Joseph von Eichendorff
  - Gaselen, op. 38, Liederfolge nach Gedichten von Gottfried Keller für Bariton und Orchester
  - Lebendig begraben, op. 40, 14 Gesänge nach Gedichten von Gottfried Keller für Bariton, großes Orchester und Chor
  - Notturno, op. 47, Fünf Sätze für eine Singstimme und Streichquartett, nach Gedichten von Nikolaus Lenau und einem Fragment von Gottfried Keller
- Ernst Krenek
  - Reisebuch aus den österreichischen Alpen (eigene Texte)
- Paul Hindemith
  - Das Marienleben (Rainer Maria Rilke)
- Olivier Messiaen
  - Poèmes pour Mi (eigene Texte)
  - Harawi – Chant d’amour et de mort (eigene Texte)
- Dmitri Dmitrijewitsch Schostakowitsch
  - Satiren (Bilder aus der Vergangenheit) (Sascha Tschorny)
  - Fünf Romanzen nach Worten aus der Zeitschrift Krokodil
  - Vier Gedichte des Hauptmanns Lebjadkin (Fjodor Michailowitsch Dostojewski)

Die Form des Liederzyklus ist nicht auf die E-Musik und das Kunstlied beschränkt. Ein bekanntes Beispiel für einen Liederzyklus im Bereich der Pop-Musik ist das Album The Juliet Letters (1993) von Elvis Costello. Die Grenzen zum Konzeptalbum sind dabei fließend. Auch das Album Mein Herz brennt (2003), in dem der Filmkomponist Torsten Rasch Liedtexte von Rammstein neu vertonte, gehört in diese Kategorie.